# Twin Ring Motegi
Twin Ring Motegi (ツイン リンク もてぎ Tsuin Rinku Motegi) – tor wyścigowy znajdujący się w mieście Motegi w Japonii. Jego nazwa pochodzi od dwóch torów wyścigowych: owalnego (2,493 km) i drogowego (4,8 km). Został zbudowany w 1997 roku przez Hondę, w ramach organizacji wyścigu serii IndyCar w Japonii.

## Tor owalny
Jest to jedyny owalny tor wyścigowy w Japonii, który używany jest tylko raz w roku. Tor ten ma 2,493 km długości i składa się z 4 zakrętów, z czego 3 i 4 są ciaśniejsze niż zakręty  1 i 2. 28 marca 1998 odbył się pierwszy wyścig na tym torze. Był to wyścig serii Champ Car. Wyścig wygrał meksykanin  Adrián Fernández. Wyścigi tej serii odbywały się tutaj od 1998 do 2002. W 2003 roku gdy Honda zaczęła dostarczać silniki dla zespołów Indy Racing League, wyścig stał się jedną z rund tej serii.
W pierwszych sześciu latach istnienia tego toru, Honda nie wygrała na tym torze żadnego wyścigu. Dopiero w 2004 roku Dan Wheldon wygrał na owalu Twin Ring Motegi wyścig dla Hondy. W 2008 roku tutaj wygrała Danica Patrick zostając pierwszą kobietą, która wygrała wyścig serii IndyCar. Pokonała wówczas Hélio Castronevesa. Było to jej jedyne do tej pory zwycięstwo w tej serii wyścigowej.
W 2011 roku w wyścigu serii IndyCar użyto toru drogowego, ponieważ owalny tor został uszkodzony po trzęsieniu ziemi. Był to ostatni wyścig tej serii na tym torze.

### NASCAR
W 1998 roku odbył się tutaj pokazowy wyścig NASCAR. Wygrał go Mike Skinner. Wyścig ten był godny uwagi z tego powodu, że po raz pierwszy rywalizowali ze sobą Dale Earnhardt i jego syn Dale Earnhardt Jr.

## Tor drogowy
Tor ma 4,8 km długości i nie ma żadnego wspólnego odcinka z torem owalnym (co jest częste na amerykańskich owalach). Wspólne są tylko garaże i trybuny, które obsługują oba tory. Tor drogowy jest położony częściowo wewnątrz owalnego, a częściowo na zewnątrz, przecinając owal bezkolizyjnie tunelami. Ruch odbywa się na nim zgodnie z wskazówkami zegara.
Tutaj odbywają się wyścigi następujących serii wyścigowych: Formuła Nippon, Super GT i Super Taikyu. Tor może być używany na trzy sposoby: cała pętla, lub dwie krótkie pętle, które są zazwyczaj wykorzystywane do mniejszych imprez takich jak Formuła 4 lub FJ1600.
Na tym torze odbywa się także co roku wyścig Motocyklowych Mistrzostw Świata. Od 2000 do 2003 odbywało się tutaj Motocyklowe Grand Prix Pacyfiku, a od 2004 odbywa się tu Motocyklowe Grand Prix Japonii.

## Inne obiekty
Oprócz głównego kompleksu wyścigowego, Twin Ring Motegi posiada także tzw. Północną Krótką Pętlę przeznaczoną dla serii kartingowych i imprez rangi Formuły 4, a także tor ziemny o długości ¼ mili.